# Sogene
Sogene ovvero Società Generale di lavori di pubblica utilità è stata una società attiva nella costruzione edilizia tra gli anni cinquanta e settanta.

## Storia
Sogene nasce nel 1926, con la denominazione di Savai - Società Acquisti e Vendite Amministrazione Immobili, controllata dalla Società Generale Immobiliare.
Il 30 dicembre 1944, il CdA di Savai decide la trasformazione in Sogene, con l'obiettivo di separare le attività finanziarie e fiduciarie, che rimangono in capo alla Società Generale Immobiliare, dal ramo costruzioni, conferito, appunto, nella nascente Sogene.
Diverse erano le società che componevano il gruppo, tra cui Sogene Lavori (costruzione delle opere), Sogene Casa (vendita ed affitti degli appartamenti), SGI Sogene International (per le attività all'estero), Sviluppo Tecnica (deriva dalla societarizzazione dell'ufficio tecnico Sogene, planimetrie e progetti).
Braccio operativo di Società Generale Immobiliare, dapprima si concentra sul settore dell'edilizia residenziale, alberghiera e commerciale, poi si espande anche alla realizzazione di infrastrutture, tra cui acquedotti, dighe e gallerie (ad esempio le opere sul Lago di Ancipa, il Ponte sul Sambro ed il Viadotto sul Setta sull' Autostrada del Sole); dal 1960 inizia ad operare anche all'estero.
Dal 1976, è stata guidata dal Cavaliere del Lavoro Arcangelo Belli, nel ruolo di Vicepresidente e Amministratore delegato. 
Il 30 dicembre 1977, viene incorporata nella casa madre, che assume così la denominazione di Società Generale Immobiliare Sogene S.p.A

## Opere
Sogene ha edificato numerosi palazzi, complessi industriali e opere pubbliche, in Italia e nel mondo, tra cui:
- il Watergate a Washington
- il Palazzo Pio in via della Conciliazione a Roma
- la Torre Velasca e la Torre Galfa[7] a Milano; secondo una pubblicazione curata da Sogene e riportata a pagina 81 de La Torre Galfa di Melchiorre Bega: Architettura e Costruzione, Laura Greco, Stefania Mornati, Gangemi Editore, Sogene avrebbe costruito anche la Torre di Porta Romana e le Torri di Largo Quinto Alpini.
- il Ponte della Vittoria a Pisa
- il complesso della Banca Nazionale del Lavoro in Corso Sicilia a Catania
- la Centrale nucleare di Caorso
- la Diga di Monte Su Rei in Sardegna
- il Ponte Bisantis a Catanzaro, il più alto d'Europa tra quelli ad una sola arcata
- l'edificio che ospita la Macroarea di Scienze matematiche, Fisiche e Naturali dell'Università degli Studi di Roma "Tor Vergata"
- lo stabilimento per la produzione di zinco elettrolitico S.A.P.E.Z. a Ponte Nossa in provincia di Bergamo realizzato tra il 1949 e il 1952
- Aeroporto di Roma-Fiumicino
- Metropolitana di Caracas[8]
- Hotel Hilton Roma
- Linea M1 della Metropolitana di Milano (ha realizzato il 28% del suo percorso)[9][10]

## L'archivio Sogene
Nell'opera che Maria Emanuela Marinelli ha contribuito a scrivere, Gli archivi per la storia dell'architettura (una pubblicazione degli Archivi di Stato), si narra che, a febbraio 1994, l'archivio della società, si componeva di 30-40.000 tra faldoni, pacchi e registri, 20-30.000 tra disegni e progetti, circa 10.000 tra fotografie, diapositive e film, ed è affiancato dalla ricca biblioteca tecnica e giuridica raccolta dalla Società, si trova nella sezione di via Simone Mattini dell'Archivio Centrale dello Stato, dove occupa circa due chilometri e mezzo di scaffalatura, documentando tutta la vita della Società Generale Immobiliare di lavori di utilità pubblica ed agricola, a partire dalla sua fondazione (Torino, 1862) fino ai nostri giorni (1989-90), e testimonia dell'attività finanziaria, edilizia ed imprenditoriale esplicata nel corso del tempo.

## Fonti
Gli archivi per la storia dell'architettura, Maria Emanuela Marinelli ed AA.VV., Archivi di Stato, visitabile qui